# 穆格科格爾山
47°13′48″N 11°02′17″E / 47.2301002°N 11.0379643°E

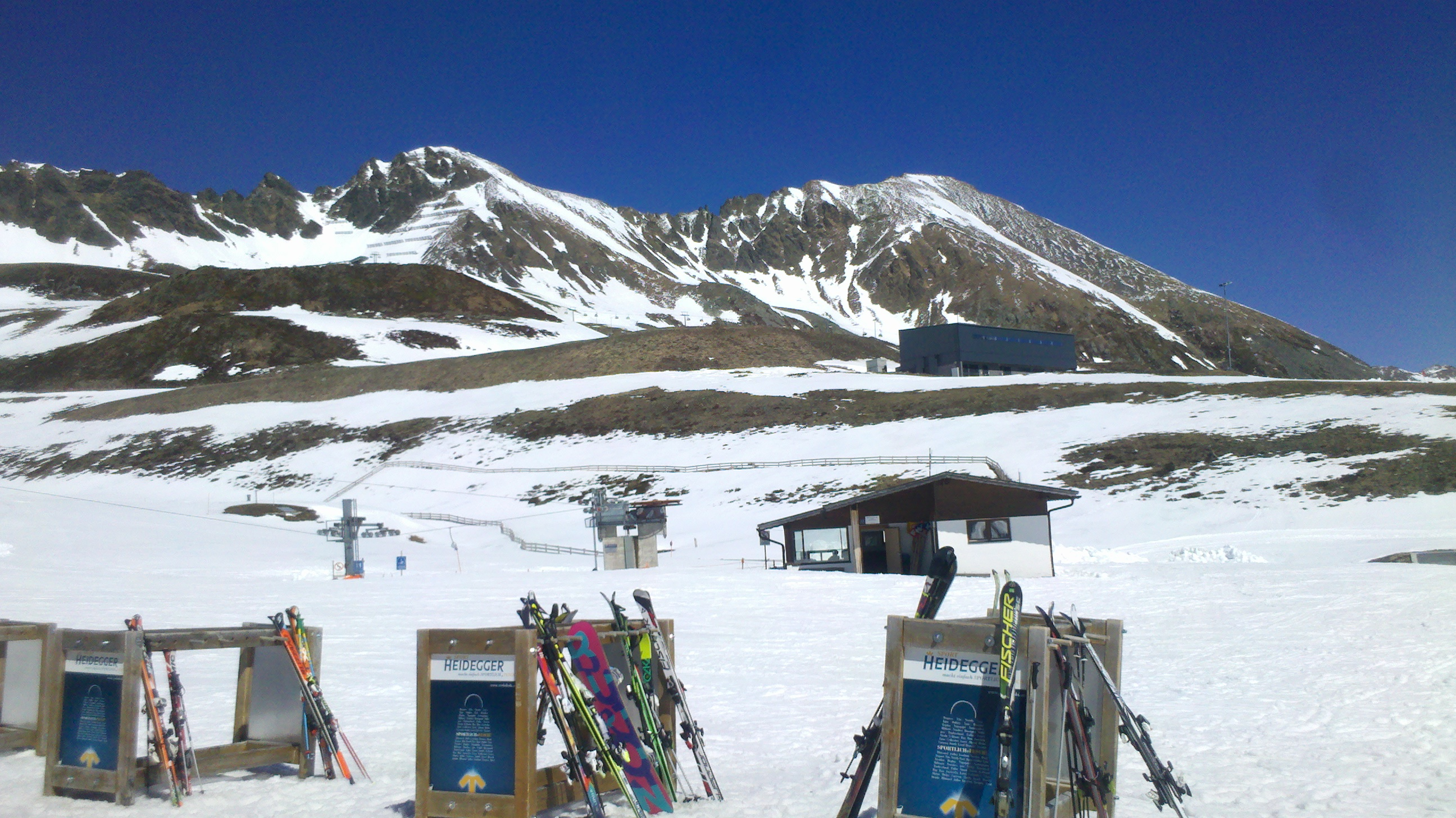

穆格科格爾山（德語：Mugkogel），是奧地利的山峰，位於該國西部，由蒂羅爾州負責管轄，屬於斯圖拜阿爾卑斯山脈的一部分，距離霍哈爾特山0.5公里，海拔高度2,693米。